# Weißkehl-Faultier
Das Weißkehl-Faultier oder Ai (Bradypus tridactylus) – teilweise auch nur Dreifinger-Faultier genannt – ist eine Säugetierart aus der Familie der Dreifinger-Faultiere (Bradypodidae). Es ist vor allem im nordöstlichen Südamerika im Bereich des Guayana-Schildes beheimatet und bewohnt dort tropische Regenwälder des Tief- und Hochlandes. Typisch ist neben der dunkel gefleckten, grauen Fellzeichnung ein gelblich getöntes Gesicht. Als überwiegend einzelgängerisch lebender Baumbewohner ernährt sich das Weißkehl-Faultier hauptsächlich von Blättern. Die Lebensweise ist bisher eher unzureichend erforscht. Die Erstbeschreibung der Faultierart erfolgte im Jahr 1758. Der Gesamtbestand gilt bisher als nicht gefährdet.

## Beschreibung

### Habitus
Das Weißkehl-Faultier besitzt eine Kopf-Rumpf-Länge von 45 und 76 cm, der rudimentäre Schwanz wird zwischen 2,2 und 11 cm lang. Das Gewicht beträgt im Durchschnitt 4,6 kg, schwankt aber zwischen 3,6 und 6,5 kg. Weibchen sind nur unmerklich größer als Männchen, nach Untersuchung von 500 Individuen in Französisch-Guayana unterscheiden sich die beiden Geschlechter nur um 0,8 cm in der durchschnittlichen Körperlänge. Der Kopf ist klein und rundlich und weist maximal 2 cm lange Ohren auf, die äußerlich nicht sichtbar, sondern im Fell verborgen sind. Das Gesicht weist eine gelbliche Färbung auf, ebenso wie der Kehlfleck, dem die Faultierart ihren Trivialnamen verdankt. Das Körperfell hat eine dunkelgraue Grundtönung und ist mit engstehenden, schwarzen Flecken an den Schultern, dem Rücken und den Hüften bedeckt. Männchen sind zudem durch einen orangegelblichen Fleck mit einem schwarzen Mittelstreifen am Rücken charakterisiert. Das Fell besteht aus einer kurzen und dichten Unterwolle aus bis zu 2,5 cm langen und darüber liegenden, nahezu doppelt so langen Haaren. Die einzelnen Langhaare bilden teilweise Querbrüche aus, in denen sich oft symbiotisch lebende Algen einnisten, so dass das Fell vor allem in der Regenzeit, manchmal je nach Lichteinfall, einen grünlichen Farbton erhält. Diese Symbiose dient anscheinend zum Teil der Tarnung vor Fressfeinden. Der Scheitel des Felles liegt wie bei allen Faultieren auf dem Bauch, so dass das Regenwasser besser abfließen kann. Die Arme sind deutlich länger als die Beine. Sie enden jeweils in drei Zehen, die kräftige, hakenförmige Krallen aufweisen, wobei die mittlere vergrößert ist. Der gesamte Hinterfuß wird bis zu 11,6 cm lang.

### Schädel- und Gebissmerkmale

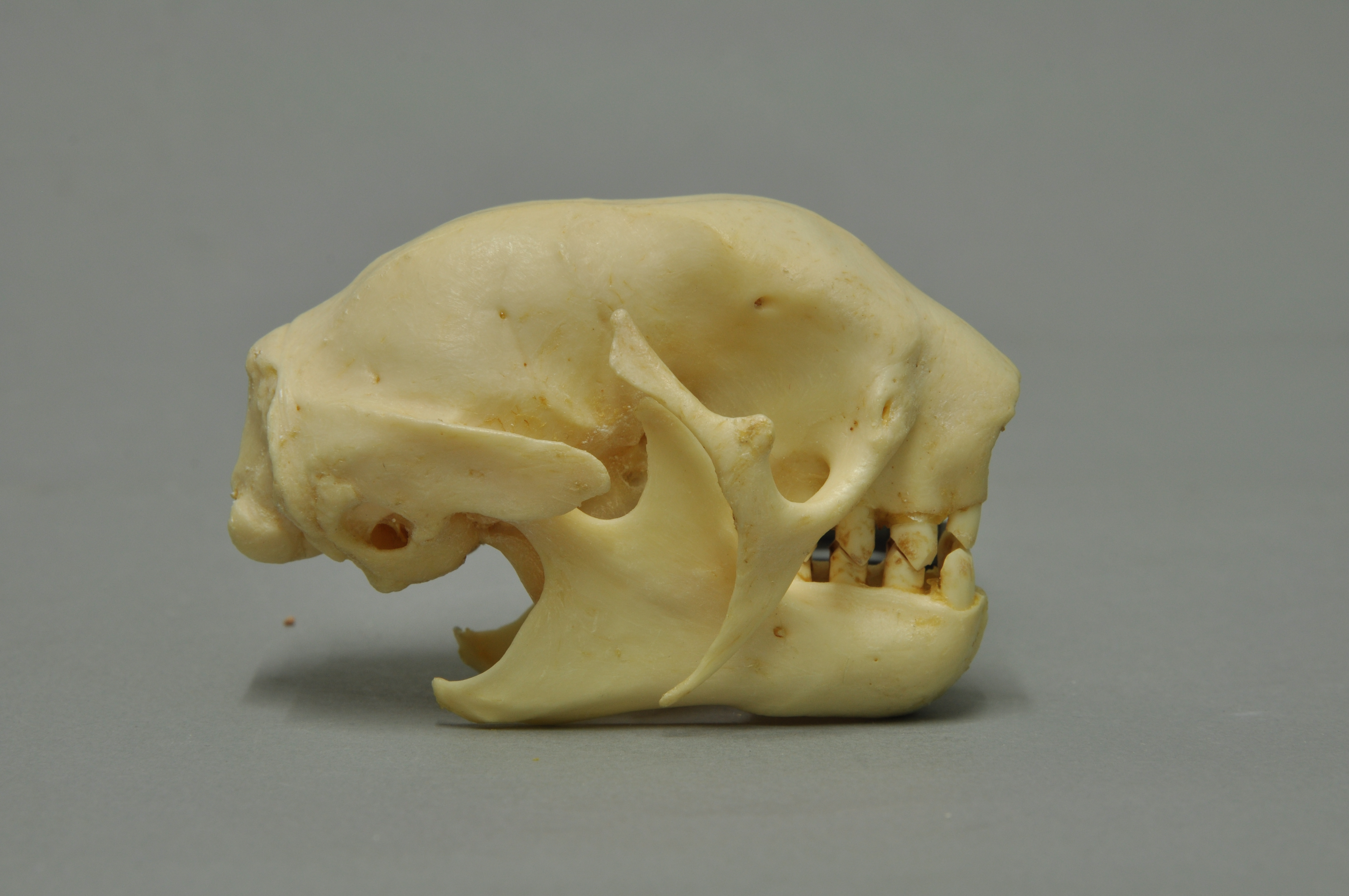
Schädel des Weißkehl-Faultiers (Sammlung Museum Wiesbaden)

Die Schädellänge variiert zwischen 7 und 7,7 cm, die Breite an den Jochbeinen erreicht maximal 4,7 cm, hinter den Augen aber nur 2,5 cm. Weiterhin ist der Jochbogen typischerweise nicht geschlossen, am vorderen Ansatz befindet sich zudem ein länglich-schmaler, nach unten gerichteter Fortsatz. Das Gebiss weist je Hälfte im Oberkiefer 5, im Unterkiefer 4 Zähne auf, insgesamt also 18. Dabei sind die hinteren molarenartig gestaltet, der jeweils vordere ist eher klein. Eck- und Schneidezähne sind nicht ausgebildet. Die Länge der oberen Zahnreihe liegt bei bis zu 2,6 cm.

### Lautäußerungen
Die einzige bekannte Lautäußerung des Weißkehl-Faultiers ist ein ai oder ai-ai. Dieser Pfeiflaut wird als ähnlich demjenigen von Vögeln oder Zikaden beschrieben.

## Verbreitung

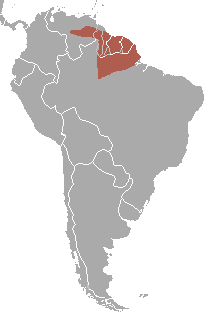
Verbreitungsgebiet (rotbraun) des Weißkehl-Faultiers

Das Weißkehl-Faultier kommt im nordöstlichen Südamerika im Bereich des Guayana-Schildes vor. Sein Hauptverbreitungsgebiet umfasst dabei das östliche Venezuela, weite Teile Französisch-Guyanas, Guayanas und Surinams sowie das nordöstliche Brasilien. Es reicht vom Delta des Orinoco nach Süden bis hin zum Amazonas, von dessen Mündungsgebiet bis östlich des Rio Negro. Am Amazonas überschneidet sich das Verbreitungsgebiet mit dem des Braunkehl-Faultiers (Bradypus variegatus); beide Faultierarten wurden in der Vergangenheit häufig miteinander verwechselt. Aufgrund ähnlicher Landschaftsbedingungen wäre auch ein Vorkommen des Weißkehl-Faultiers im östlichen Kolumbien möglich, doch wurde es dort bisher nicht nachgewiesen. Das Weißkehl-Faultier bewohnt die tropischen Regenwälder des Tief- und Hochlandes und ist auch auf den Plateaulagen der Tepuis anzutreffen. Die Gesamtgröße des Verbreitungsgebietes wird mit 1 Million Quadratkilometern angegeben. Regional ist die Faultierart dabei recht häufig, jedoch mit variierender Populationsdichte. So erreicht diese am Fluss Sinnamary in Französisch-Guayana eine Größe von 1,7 Individuen je Quadratkilometer, in sumpfigeren Gebieten kann sie bis zu 9 Individuen auf der gleichen Flächengröße annehmen. Rund um Cayenne werden in ausgewachsenen Sekundärwäldern aber 3 bis 6 Individuen je Hektar (dies entspricht 300 bis 600 Individuen je Quadratkilometer) angenommen. Dem gegenüber ergab sich in einem Waldgebiet innerhalb der Stadtgrenzen von Paramaribo in Suriname wiederum eine Bestandsdichte von 20,1 Tieren je Hektar. Im Amazonasgebiet ist die Populationsdichte ebenfalls schwankend. Während Untersuchungen entlang der Flussufer konnten nur 0,02 Individuen je 10 km Flusslänge beobachtet werden, in der Umgebung von Manaus gehen Experten dagegen von einer Individuendichte von 2,21 je Hektar aus.

## Lebensweise

### Territorialverhalten

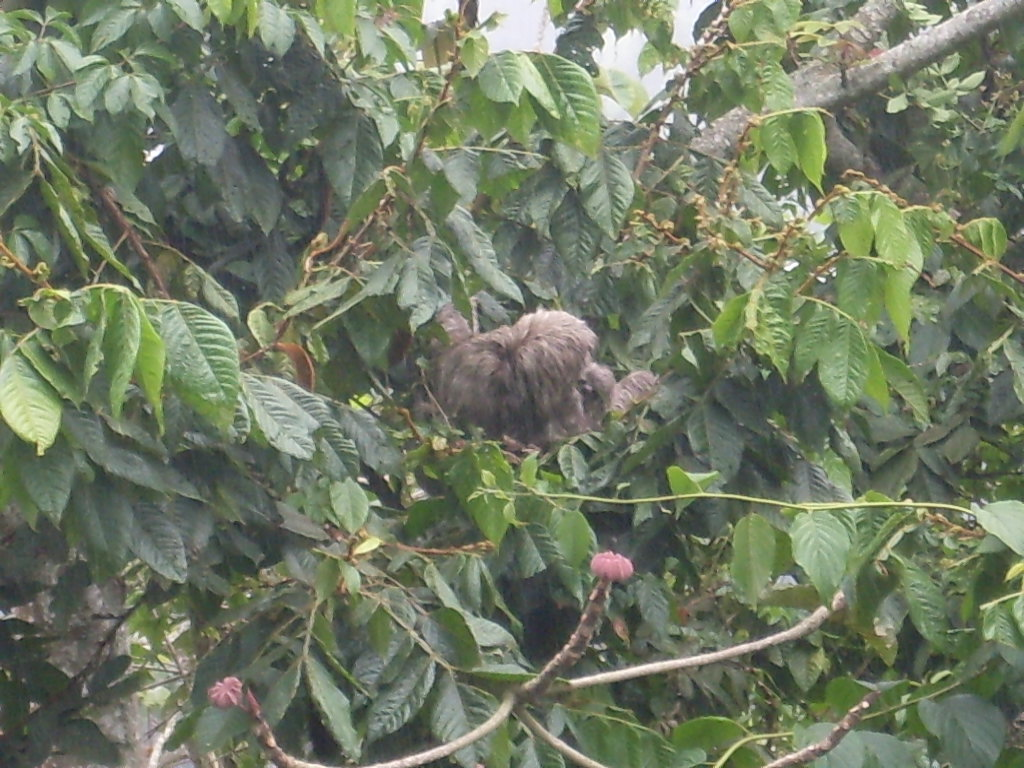
Weißkehl-Faultier im Geäst

Das Weißkehl-Faultier wird allgemein relativ selten beobachtet. Es ist ein überwiegender Einzelgänger; Männchen und Weibchen treffen nur zur Paarung aufeinander, und die einzigen engeren sozialen Kontakte bestehen zwischen dem Muttertier und dem Nachwuchs. Aggressives Verhalten findet meist zwischen männlichen Tieren statt und wird dann mit den langen Krallen ausgetragen, weniger durch Beißen. Die Art lebt weitgehend in Bäumen (arboreal); aufgrund ihrer Fellfärbung ist sie gut im Blätterwald getarnt. Einzelne Individuen nutzen Aktionsräume von 1,4 bis 3,6 ha Größe. Die meiste Zeit des Tages, rund 18,5 bis 20 Stunden, verbringt ein Tier mit Schlafen. Der Schlaf wird unterbrochen von mehreren Aktivitätsphasen, wobei eine längere Ruhephase während der ersten Tageshälfte stattfindet. Beim Schlafen bevorzugt es Astabzweigungen, wobei es auf dem horizontalen Ast sitzt, mit den Hinterbeinen den Stamm umschließt und die Arme um den Körper und den auf die Brust gesenkten Kopf herum legt. Teilweise sonnt es sich ausgestreckt hoch oben in den Baumkronen. Das Weißkehl-Faultier betritt den Waldboden nur, um zu einem anderen Baum zu gelangen oder um Kot abzusetzen. Für letzteres gräbt es zum Teil kleine Löcher mit dem Schwanz in den Erdboden. Prinzipiell sind die Bewegungen eher langsam: Sie erreichen Geschwindigkeiten von 0,25 bis 0,35 km pro Stunde; allerdings kann ein Tier innerhalb eines Monats eine Entfernung von mehreren Kilometern zurücklegen. Zudem gilt das Weißkehl-Faultier als ausgezeichneter Schwimmer und überquert Flüsse auf seinen Wanderungen. Dabei paddelt es mit den Vorderarmen, wobei der Kopf zu drei Vierteln aus dem Wasser schaut.

### Ernährung
Über die Ernährungsgewohnheiten des Weißkehl-Faultiers liegen nur wenige Beobachtungen aus freier Wildbahn vor. Es ist ein reiner Pflanzenfresser und verzehrt dabei hauptsächlich Blätter. Während des Fressens hängt ein Tier an einem Ast, die Nahrung wird entweder mit den Klauen der Vorderbeine aufgespießt oder direkt mit dem Maul abgerupft. Oft findet die Nahrungsaufnahme morgens oder nachmittags statt. Bevorzugte Nahrungspflanzen stellen überwiegend Vertreter der Gattung Clitoria und Ameisenbäume dar, die jeweils rund 40 beziehungsweise 17 % der aufgenommenen Futtermenge ausmachen. Weiterhin werden auch Bäume aus der Gattung Ceiba, aber auch von Elizabetha aus der Gruppe der Hülsenfrüchtler und von Hevea aus der Gruppe der Wolfsmilchgewächse genutzt. Darüber hinaus konnte zusätzlich der Verzehr von Blättern des Hülsenfrüchtlers Parkia beobachtet werden.

### Fortpflanzung
Das Weißkehl-Faultier wird mit drei Jahren geschlechtsreif. Die Paarungszeit ist ganzjährig, aber die meisten Geburten sind jahreszeitlich begrenzt und fallen in das Ende der Regenzeit und den Beginn der Trockenzeit. Nach der Paarung, die ebenfalls in den Bäumen stattfindet, trennen sich die Geschlechter wieder. Die Tragezeit beträgt etwa sechs Monate (zum Teil werden aber auch nur 106 Tage angegeben), das Weibchen bringt dann ein Jungtier zur Welt. Das Geburtsgewicht beträgt 160 bis 290 g und die Körperlänge 14 bis 18 cm. Das Jungtier ist mit einem weichen, braun-grauen Fell bedeckt, das am Rücken weiß gefleckt erscheint. Das Gesicht ist gelblich, und an den Augen befindet sich ein schwarzer Streifen. Die ersten Lebensmonate verbringt das Jungtier auf dem Bauch oder dem Rücken der Mutter. Ab der dritten Woche bekommt es vorgekaute Nahrung, bevor es nach fünf Wochen anfängt, selbstständig Blätter zu fressen. Die Entwöhnung vom Vorgekauten endet bereits nach fünf Monaten. Die Lebenserwartung des Weißkehl-Faultiers in freier Wildbahn ist unbekannt.

### Fressfeinde und Feindverhalten

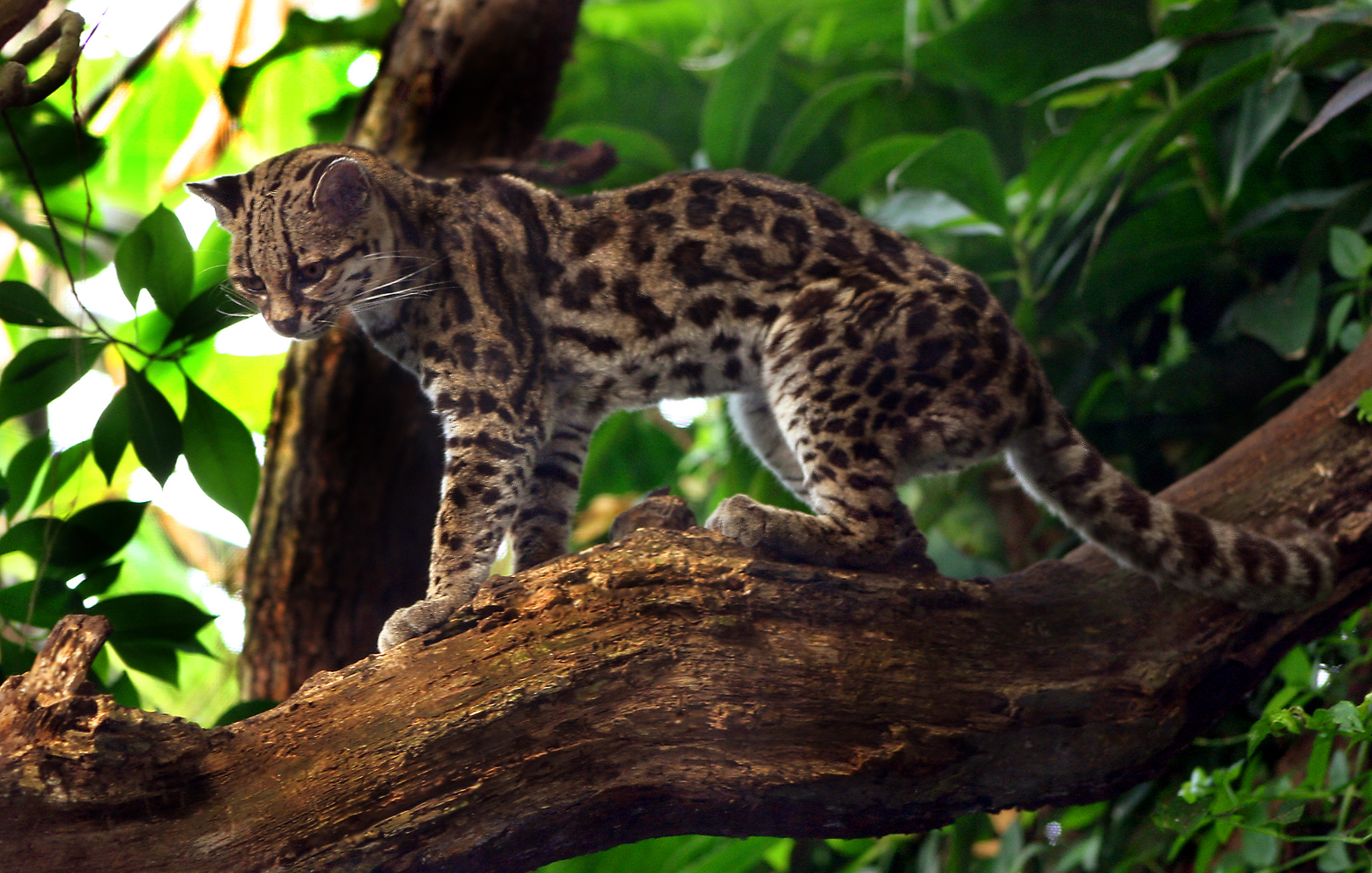
Die Langschwanzkatze gehört zu den Fressfeinden des Weißkehl-Faultiers

Zu den Fressfeinden gehören größere und kleinere Katzen wie der Jaguar und die Langschwanzkatze. Weiterhin zählen dazu Schlangen wie die Anakondas und größere Greifvögel wie die Harpyie. Meist verharrt ein Tier in Anwesenheit eines Räubers still und ist durch seine Färbung gut getarnt. Allerdings ist diese Vorgehensweise nur zum Teil erfolgreich.

### Parasiten und Kommensalen
Zu den äußeren Parasiten (Ektoparasiten) zählen vor allem Zecken der Gattung Amblyomma sowie Milben verschiedener Gattungen, etwa Edentalges, Lobalges und Psoralges. Hinzu kommen Moskitos, vor allem der Gattung Aedes. Dabei ist der Befall sehr hoch und betrifft Untersuchungen zufolge in Manaus rund 99 % aller Individuen mit durchschnittlich 33 Zecken je Tier. Darüber hinaus leben zahlreiche Mottenformen im Fell, häufig sind hier Cryptoses und Bradypodicola, deren Larven sich vom Dung des Weißkehl-Faultiers ernähren. Anhand von Untersuchungen am nahe verwandten Braunkehl-Faultier (Bradypus variegatus) konnte eine symbiotische Beziehung zwischen den Motten, den Algen im Fell und dem Dung der Faultierart ermittelt werden. Dabei profitieren die Faultiere von den Motten, die Stickstoffverbindungen in das Fell und somit an die Algen abgeben, die wiederum von den Faultieren gefressen werden. Dadurch erhalten sie wichtige Zusatzstoffe zu ihrer eher energiearmen Blattkost. Außerdem sind Käfer wie Trichillum an den Ellenbogen und Knien und Uroxys im Fell nachgewiesen, deren Larven ebenfalls vom Dung des Weißkehl-Faultiers leben. Zu dem komplexen Beziehungsgeflecht zwischen Dung, Weißkehl-Faultier und Käfern gehören auch die Milben der Gattung Macrocheles. Innere Parasiten stellen Protozoen wie Endotrypanum und Pneumocystis sowie der Einzeller Trypanosoma dar.

## Systematik
Das Weißkehl-Faultier ist eine Säugetierart aus der Gattung der Dreifinger-Faultiere (Bradypus), zu welcher vier weitere Arten gerechnet werden. Die Dreifinger-Faultiere bilden die monotypische Familie der Bradypodidae, die innerhalb der Unterordnung der Faultiere (Folivora) entweder nach skelettanatomischen Merkmalen allen anderen Faultiergruppen als Schwestergruppe gegenübersteht oder gemäß molekulargenetischen Untersuchungen und Proteinanalysen der Überfamilie der Megatherioidea zugewiesen wird.  Innerhalb der heutigen Faultiere stellen die Zweifinger-Faultiere (Choloepus) aus der Familie der Choloepodidae die nächstverwandte Gruppe dar. Gemeinsam mit den Ameisenbären (Vermilingua) wiederum bilden die Faultiere die engere Verwandtschaftsgruppe der Zahnarmen (Pilosa), eine Ordnung innerhalb der Nebengelenktiere (Xenarthra). Molekulargenetische Untersuchungen ergaben, dass sich die Faultiere im ausgehenden Paläozän vor etwa 58 Millionen Jahren von der gemeinsamen Linie mit den Ameisenbären abgespalten hatten. Die beiden heute noch lebenden Gattungen Bradypus und Choloepus trennten sich hingegen im Oligozän vor rund 29 Millionen Jahren.
Die Aufsplitterung der Gattung Bradypus begann bereits sehr früh. Im Unteren Miozän vor 19 Millionen Jahren trennte sich zuerst das Kragenfaultier (Bradypus torquatus) von der gemeinsamen Linie des Weißkehl- und des Braunkehl-Faultiers (B. variegatus) beziehungsweise des Zwergfaultiers (B. pygmaeus) ab; die drei letzteren diversifizierten sich im weiteren Verlauf des Miozäns sowie im Übergang zum Pliozän vor 12 bis 5,7 Millionen Jahren. Unterarten des Weißkehl-Faultiers werden nicht unterschieden; die Art gilt somit als monotypisch. Fossilfunde sind bisher nicht bekannt.
Die Erstbeschreibung des Weißkehl-Faultiers erfolgte durch Linnaeus im Jahr 1758; er ordnete damals allerdings auch das Eigentliche Zweifingerfaultier (Choloepus didactylus) in die Gattung Bradypus ein und unterschied beide Arten anhand der Anzahl der Finger der Vorderfüße. Als Typuslokalität gab er Americae meridionalis arboribus an; erst 1911 wurde von Oldfield Thomas Surinam als eigentliche Typuslokalität festgelegt. Über lange Zeit hinweg wurde das Weißkehl- mit dem Braunkehl-Faultier verwechselt, so dass zahlreiche Beschreibungen in historischer und zum Teil auch in neuerer Zeit auf letztere Art zutreffen. Dies gilt besonders für Regionen, wo das Weißkehl-Faultier nicht vorkommt. Auch zahlreiche Museumsexponate wurden teilweise falsch zugeordnet. Der Artname tridactylus ist lateinischen Ursprungs und bedeutet so viel wie „dreizehig“, bezieht sich also auf die charakteristischen, dreistrahligen Vorderfüße.

## Gefährdung
Größere Bedrohungen des Weißkehl-Faultiers sind nicht bekannt. In Französisch-Guayana wird es nur sehr selten gejagt; allerdings stellt es unter allen Nebengelenktieren das zweithäufigste Opfer von Verkehrsunfällen dar (road kills). Einzelne Tiere werden von Mitgliedern des indigenen Volkes der Wayapi als Haustiere gehalten. Aufgrund der großen Verbreitung und der zum Teil recht hohen Populationsdichte wird die Art in der Roten Liste der IUCN als „nicht gefährdet“ (least concern) geführt. Sie ist in mehreren Naturschutzgebieten anzutreffen, so im Saracá-Taquera-Nationalwald in Brasilien und im Nationalpark Guayana in Französisch-Guayana.